# Pediana regina
Pediana regina là một loài nhện trong họ Sparassidae.
Loài này thuộc chi Pediana. Pediana regina được Ludwig Carl Christian Koch miêu tả năm 1875.